# 萧德温
萧德温（1031年—1075年），契丹名别里剌，又作鼈里剌，字好谦，辽朝大臣，蕭孝穆之孙，仁懿皇后萧挞里的侄子，萧阿剌长子。

## 生平
初为祗候郎君，为人谦虚温厚，尽忠尽孝。咸雍十年（1074年）二月，其姑母太后萧挞里生辰，辽道宗任命他为左金吾卫上将军。大康元年（1075年）三月，在辽河以西行帐去世，享年四十五岁葬在黑山。大康二年（1076年），因其女惠妃蕭坦思被立为皇后，萧德温被追封赵王。其子萧酬斡、萧乌鲁八、萧霞抹。